# Barém nos Jogos Paralímpicos
O Barém estreou nos Jogos Paralímpicos no mesmo ano de sua estreia olímpica, nos Jogos Paralímpicos de Verão de 1984, em Stoke Mandeville e Nova Iorque, enviando uma delegação para competir no atletismo. O país participou de todas as edições subsequentes dos Jogos Paralímpicos de Verão, mas nunca dos Jogos Paralímpicos de Inverno.